# 埃爾莫德爾 (喬治亞州)
埃爾莫德爾（英語：Elmodel）是位於美國喬治亞州貝克縣的一個非建制地區。該地的面積和人口皆未知。

## 地理
埃爾莫德爾的座標為31°20′45″N 84°28′21″W / 31.34583°N 84.47250°W，而該地的平均海拔高度為49米（即161英尺）。